# 겟 레디 위드 미
《겟 레디 위드 미》는 매주 화요일 여은이 다음 웹툰에서 연재하는 웹툰이다. 2019년 3월 5일에 시즌 1이 완결되었고 2019년 6월 3일에 시즌 2를 시작해 2020년 2월 18일에 완결되었다. 곧 시즌 3가 연재될 예정이다.